# Centerfielder

Centerfielderns position (CF) på en basebollplan.

Centerfielder (ungefär: "centerfältspelare") är en position i baseboll och softboll som spelar i det område som kallas outfield, området utanför baserna. Centerfieldern spelar rakt fram från slagmannen räknat. De andra två positionerna i outfield är leftfielder och rightfielder och ett samlingsnamn på alla tre är outfielder.
Spelarna i outfield tar hand om de långa bollarna som slås bortom baserna ut från infield. En outfielder kan bränna en slagman genom att fånga en boll i luften innan den studsar, en lyra. Mer ovanligt är att en outfielder tar hand om bollen och hinner kasta den till en försvarsspelare vid en av baserna som hinner bränna en slagman eller annan springande spelare.
En outfielder ska vara snabb för att hinna till bollen på det vidsträckta outfield, vara säker på att fånga bollarna och ha en bra kastarm så att han kan kasta tillbaka bollen både hårt och välriktat till någon infielder eller catchern vid behov. Centerfieldern är oftast den snabbaste av de tre, eftersom han även ska hjälpa till både på left och right field.

## Kända centerfielders

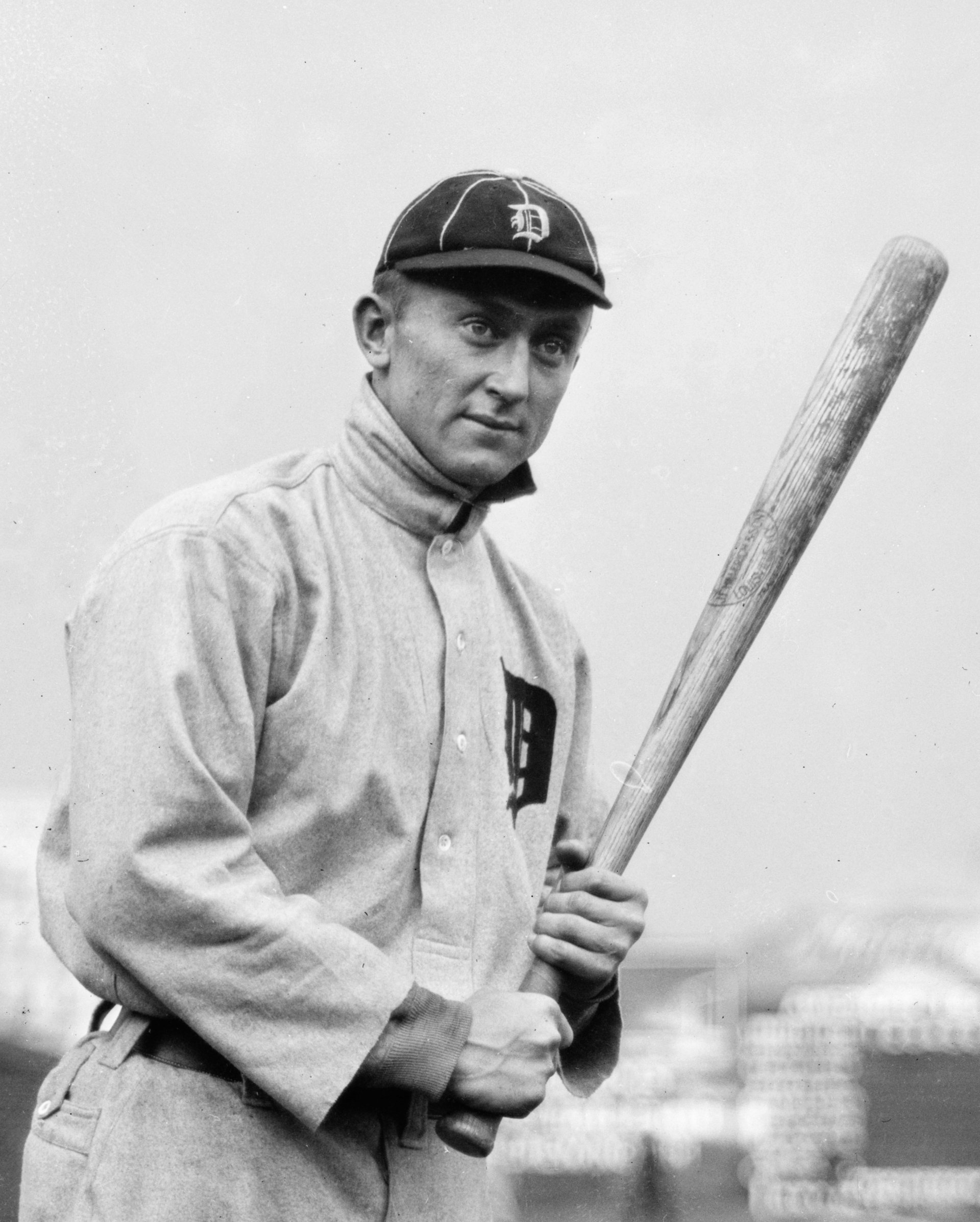
Centerfieldern Ty Cobb 1910.

Följande 24 centerfielders hade till och med 2024 valts in i National Baseball Hall of Fame:
- Richie Ashburn
- Earl Averill
- Cool Papa Bell
- Willard Brown
- Max Carey
- Oscar Charleston
- Ty Cobb
- Earle Combs
- Joe DiMaggio
- Larry Doby
- Hugh Duffy
- Ken Griffey Jr.
- Billy Hamilton
- Pete Hill
- Mickey Mantle
- Willie Mays
- Kirby Puckett
- Edd Roush
- Duke Snider
- Tris Speaker
- Turkey Stearnes
- Cristóbal Torriente
- Lloyd Waner
- Hack Wilson